# 琮
琮是中国古代用于祭祀的玉质筒状物，最早的玉琮見於安徽潛山薛家崗第三期文化，距今約5100年。在玉器中，琮是用于祭地的玉器，古人認為「天圓地方」，故以圓璧祭天，以方琮祭地，《周礼·春官·大宗伯》记载「以玉作六器，以礼天地四方：以苍璧礼天，以黄琮礼地，以青圭礼东方，以赤璋礼南方，以白琥礼西方，以玄璜礼北方」。

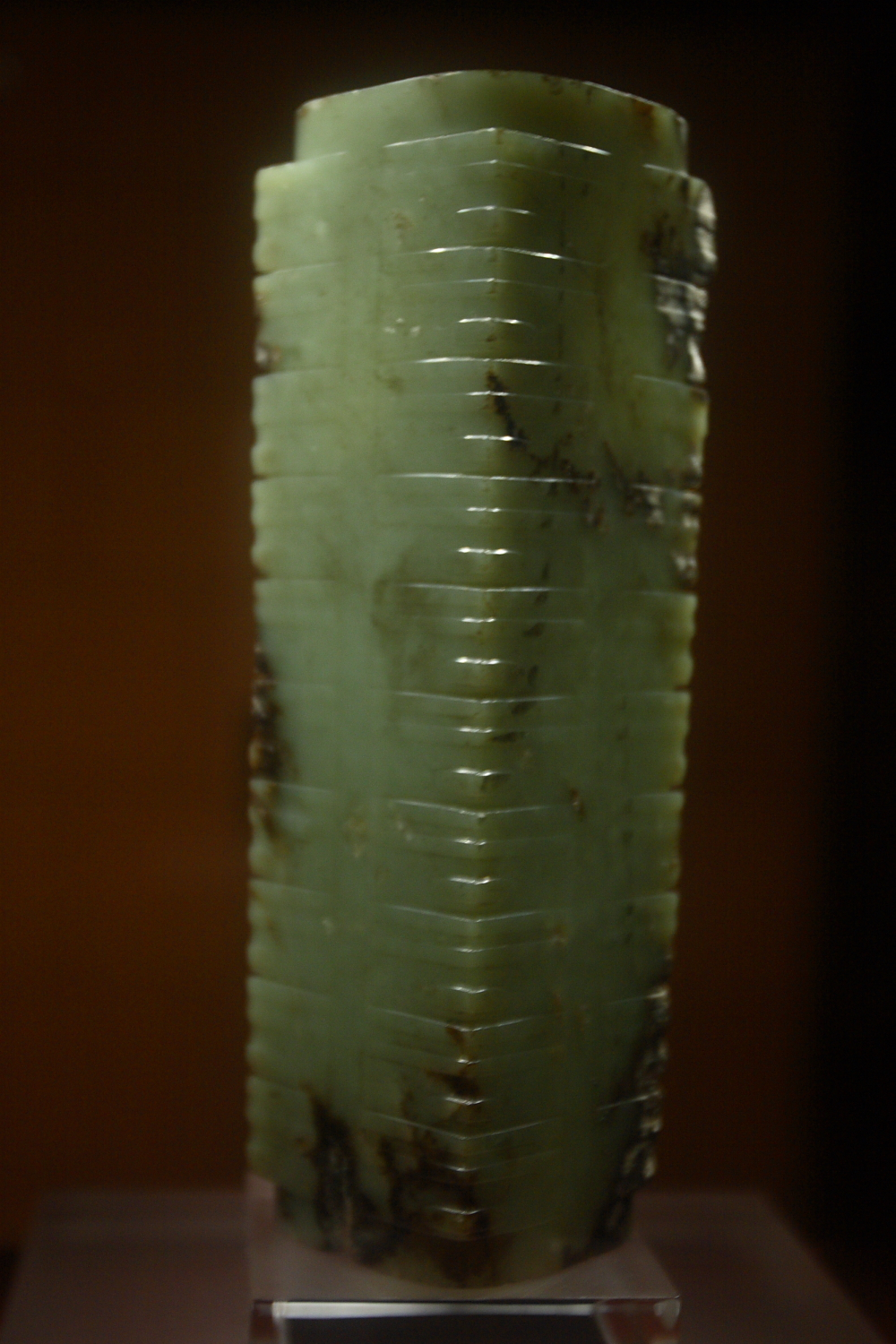
十节玉琮，现藏于成都市金沙遗址博物馆

琮的外型狀似筆筒，外型方內洞圓，至乾隆皇帝時期出土時都還無人曉得用途，乾隆自行考證認為是古人搬運重物用的配重品，還自行取名「槓頭」並加裝銅內膽作為筆筒，烧香和宮廷插花花瓶，直到乾隆去世90多年後才考證出是禮器琮。